# Nicolae Bălcescu (Constanța)
Nicolae Bălcescu est une commune du județ de Constanța en Roumanie.